# Pseudosymblepharis cavernarum
Pseudosymblepharis cavernarum är en bladmossart som beskrevs av Richard Henry Zander 1993. Pseudosymblepharis cavernarum ingår i släktet Pseudosymblepharis och familjen Pottiaceae. Inga underarter finns listade i Catalogue of Life.